# ميشيلا إيبرت
ميشيلا إيبرت (بالألمانية: Michaela Ebert)‏ هي دراجة ألمانية، ولدت في 7 يونيو 1997.

## وصلات خارجية
- ميشيلا إيبرت على موقع أرشيف الدراجات (الإنجليزية)
- ميشيلا إيبرت على موقع إحصائيات الدراجات الإحترافية (الإنجليزية)
- ميشيلا إيبرت على موقع نسبة الدراجات (الإنجليزية)